# SKA-1946
SKA-1946, ryska: СКА-1946, är ett ryskt juniorishockeylag som spelar i den ryska juniorhockeyligan Molodjozjnaja chokkejnaja liga (MHL) sedan ligan grundades 2009. De har dock sitt ursprung från 1979 och spel i den sovjetiska andra divisionen.
Laget spelar sina hemmamatcher i inomhusarenan Jubilejnyj i Sankt Petersburg.
De är en del av den professionella ishockeyklubben SKA Sankt Petersburg, som spelar i Rysslands första division Kontinental Hockey League (KHL).